# الأمير المنحرف والقطة العابسة
الأمير المنحرف والقطة العابسة (باليابانية: 変態王子と笑わない猫。، بالروماجي: Hentai Ōji to Warawanai Neko.) (بالإنجليزية: The Hentai Prince and the Stony Cat.)‏ هي سلسلة رواية خفيفة من تأليف سو ساغارا ورسم كانتوكو، نشرت من قبل ميديا فاكتوري، منذ 25 أكتوبر عام 2010 حتى 25 مارس عام 2019، وتكونت 13 مجلدًا. اقتبست إلى سلسلة مانغا نشرت في مجلة كومك ألايف الشهرية، منذ يونيو عام 2011 حتى أبريل عام 2018، تم تجميع فصول المانغا في 7 مجلدات تانكوبون. أنتجت إلى مسلسل أنمي تلفزيوني من قبل استوديو جاي سي ستاف، عرض الأنمي في 13 أبريل عام 2013 واستمر عرضه حتى 29 يونيو عام 2013، وتكون من 12 حلقة.

## القصة
تدور أحداث القصة عن يوتو يوكوديرا هو طالب في السنة الثانية في المدرسة الثانوية،
ولديه مشكلته في إظهار مشاعره الحقيقية.

## الشخصيات

### الشخصيات الرئيسية
يوتو يوكوديرا (باليابانية: 横寺 陽人، بالروماجي: Yokodera Yōto)
أداء صوتي: يوكي كاجي
تسوكيكو تسوتسوكاكوشي (باليابانية: 筒隠 月子، بالروماجي: Tsutsukakushi Tsukiko)
أداء صوتي: يوي أوغورا
أزوسا أزوكي (باليابانية: 小豆 梓، بالروماجي: Azuki Azusa)
أداء صوتي: كاوري إيشيهارا
تسوكوشي تسوتسوكاكوشي (باليابانية: 筒隠 つくし، بالروماجي: Tsutsukakushi Tsukushi)
أداء صوتي: يوكاري تامورا
إيمي / إيمانويلا بولارولا (باليابانية: エミ، بالروماجي: Emi)
أداء صوتي: أيمي تيكاكاوا

### شخصيات أخرى
بونتا (باليابانية: ポン太، بالروماجي: Ponta)
أداء صوتي: هيروفومي نوجيما
ماي مايماكي (باليابانية: 舞牧 麻衣، بالروماجي: Maimaki Mai)
أداء صوتي: يوكا تاكاكورا
موري (باليابانية: モリイ، بالروماجي: Morii)
أداء صوتي: مينامي تاكاهاشي
موريا (باليابانية: モリヤ، بالروماجي: Moriya)
أداء صوتي: أيا سوزاكي
تسوكاسا تسوتسوكاكوشي (باليابانية: 筒隠 つかさ، بالروماجي: Tsutsukakushi Tsukasa)
أداء صوتي: هارومي ساكوراي
السيدة آزوكي (باليابانية: 梓の母親، بالروماجي: Azuki no Hahaoya)
أداء صوتي: أكي تويوساكي
القطة العابسة (باليابانية: 笑わない猫، بالروماجي: Warawanai Neko)
أداء صوتي: يوريكا كوبو

## وصلات خارجية
- موقع الرواية الخفيفة الرسمي باللغة اليابانية
- موقع الأنمي الرسمي باللغة اليابانية
- الأمير المنحرف والقطة العابسة على موقع ANN manga (الإنجليزية)